# Jens Emil Mungard
Jens Emil Mungard (* 9. Februar 1885 in Keitum; † 13. Februar 1940 im KZ Sachsenhausen) war ein bedeutender Dichter der nordfriesischen Sprache.
Jens Emil Mungard war der älteste Sohn des Sprachforschers und Schriftstellers Nann Peter Mungard. Er war ab 1910 mit Anna Andresen verheiratet und hatte vier Kinder. Die Ehe wurde später geschieden.

## Lebenslauf

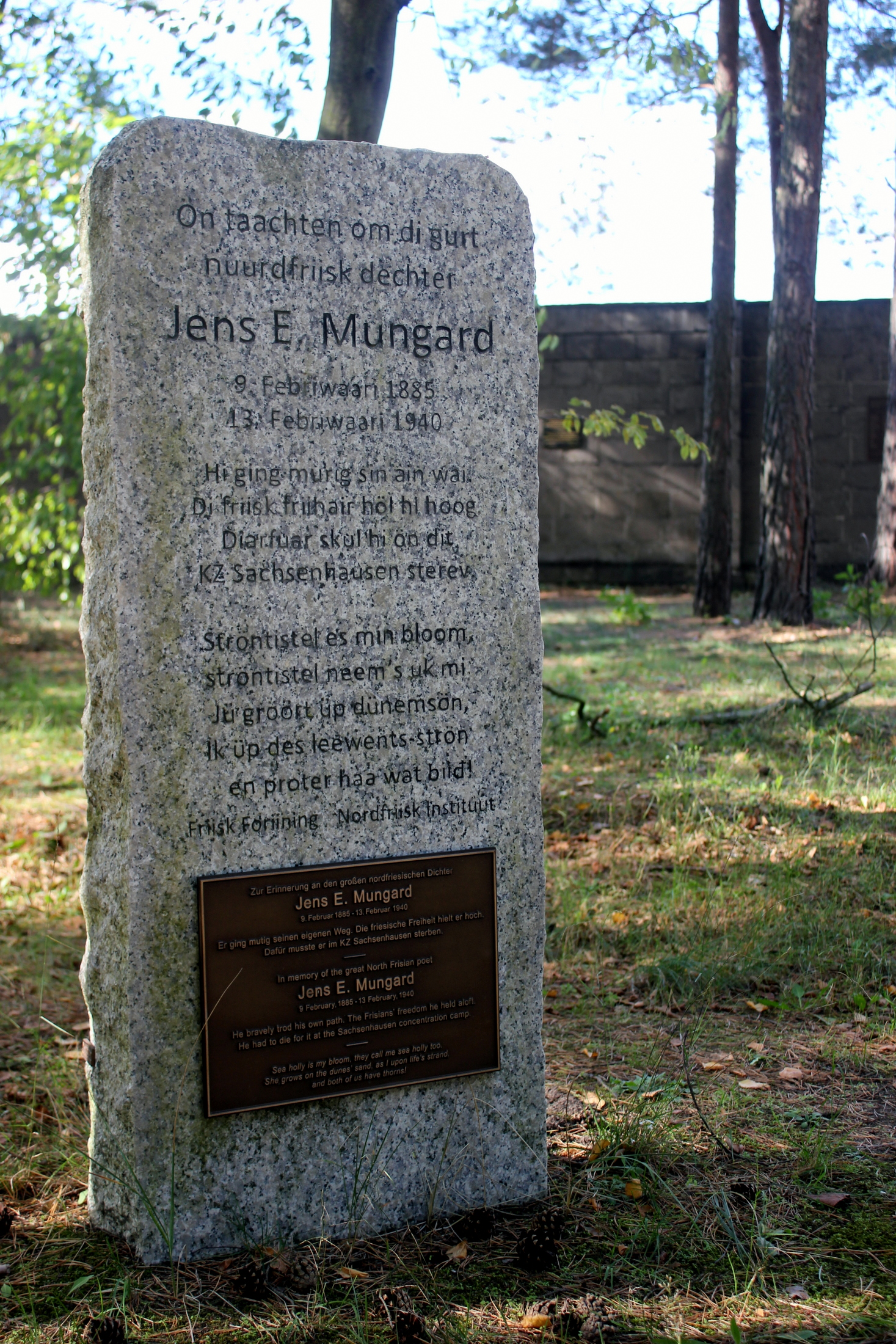
Gedenkstein im Kommandanturbereich des KZ Sachsenhausen

Jens Emil Mungard wurde auf der nordfriesischen Insel Sylt geboren. Er verlor bereits mit drei Jahren seine Mutter und wurde fortan von seiner Tante großgezogen. Schon früh beschäftigte er sich mit Literatur – insbesondere Lyrik – und Mythologie. Der Vater förderte die literarischen Neigungen seines Sohnes zwar, jedoch war das Verhältnis zwischen den beiden ansonsten sehr gespannt, da sich Nann Peter Mungard ständig in die persönlichen Angelegenheiten auch seines bereits erwachsenen Sohnes einmischte.
Nach seiner Heirat im Jahre 1910 übernahm Jens Emil Mungard den väterlichen Hof in Keitum. Wirtschaftlich völlig unbegabt, hielt er sich mit seiner Frau jedoch nur mühsam über Wasser. Als der Hof im Jahr 1921 abbrannte, verschlimmerte sich seine Situation zusehends. Er verlor den Hof schließlich ganz, wurde von seiner Frau geschieden und brach auch mit seiner Familie. Ab 1934 verließ er Sylt zeitweilig.
Von den Nationalsozialisten erhoffte Jens Emil Mungard sich zunächst eine Förderung der friesischen Kultur, für die er zeit seines Lebens eintrat. Früh erkannte er jedoch den wahren Charakter der neuen Machthaber in Berlin und begann schnell, offen Opposition zu beziehen. In einigen Gedichten prangerte er das Regime an, verspottete es. 1935 wurde Mungard zum ersten Mal verhaftet. Weitere Verhaftungen folgten. Wegen seiner Kontakte zu niederländischen Westfriesen galt Mungard auch als „national unzuverlässig“. In dem Schutzhaftbefehl vom 13. Juni 1936 hieß es: „Ihr bisheriges Verhalten rechtfertigt den dringenden Verdacht, daß Sie auch weiterhin im Ausland das Ansehen des Deutschen Reiches schwer schädigen.“ 1938 wurde Mungard mit einem Schreibverbot belegt. Weil er das Verbot ignorierte, wurde er Ende 1938 erneut verhaftet und im März 1939 in das KZ Sachsenhausen überstellt, wo er kurz nach seinem 55. Geburtstag 1940 an den Folgen der Haft starb.

## Werke
Ab 1909 erschienen erste Gedichte Jens Emil Mungards in friesischen Lesebüchern, ab 1911 regelmäßig viele weitere, vor allem in der Sylter Zeitung. Insgesamt verfasste Jens Emil Mungard über 700 Gedichte, sechs Theaterstücke und zahlreiche Prosatexte.
Ströntistel es min bloom,

Ströntistel neem's uk mi.

Jü gröört üp dünemsön,

Ik üp des leewents-strön,

En proter haa wat biid!

Stranddistel ist meine Blume,

Stranddistel nennen sie auch mich.

Sie wächst auf Dünensand,

Ich auf diesem Lebens-Strand,

Und Stacheln haben wir beide!

## Ehrung
- An seinem letzten Sylter Wohnort in Keitum erinnert ein Stolperstein an Mungard.[2]
- In Keitum wurde 2011 der Jens-Mungard-Wai nach ihm benannt.
- In der Gedenkstätte Sachsenhausen wurde im Oktober 2011 eine Stele für den Dichter errichtet.[3] Sie gibt die oben zu lesenden Verse Mungards wieder.